# Wiaczesław Kotlar
Wiaczesław Wiaczesławowicz Kotlar, ros. Вячеслав Вячеславович Котляр, ukr. В'ячеслав В'ячеславович Котляр (ur. 3 marca 1982) – kazachski piłkarz pochodzenia ukraińskiego, grający na pozycji bramkarza.

## Kariera piłkarska

### Kariera klubowa
Wychowanek Szkoły Sportowej w Kijowie. W 1999 karierę piłkarską rozpoczął w drużynie Cementnyk-Chorda Mikołajów. Potem występował w klubach FK Czerkasy-2, Hałyczyna Drohobycz, Hazowyk-Skała Stryj, Kniaża Szczasływe i Spartak Sumy. W 2007 wyjechał do Kazachstanu gdzie bronił barw klubów Kazakmys Sätbajew, Ile-Saulet Ötegen batyr, FK Astana, Irtysz Pawłodar, Szachtior Karaganda, Ałtaj Semej i Akżajyk Orał. 31 stycznia 2018 przeszedł do Tobołu Kustanaj.

## Sukcesy i odznaczenia

### Sukcesy klubowe
Irtysz Pawłodar
- wicemistrz Kazachstanu: 2012
- finalista Pucharu Kazachstanu: 2012

Kazakmys Sätbajew
- mistrz Kazachskiej Pierwszej Ligi: 2008
- wicemistrz Kazachskiej Pierwszej Ligi: 2007